# 세라피욘 노브고로트 1세
세라피욘 노브고로트(Геннадий Но́вгород, 1444년 2월 29일 ~ 1516년 3월 16일)는 16세기 시대 모스크바 대공국의 정교회 대주교이다.
그는 일찍이 정교회 사제 직무로써 출사 및 출세하여 1504년 6월 26일에서 1506년 1월 15일까지 노브고로트 정교회 대주교 직무대행 서리 직책을 지낸 그는 1505년 10월 27일을 기하여 이반 3세가 붕어하자 1505년 11월 6일을 기하여 바실리 3세가 보위 등극하기 직전까지 잠시 모스크바 대공국 국무대리섭정공 직책을 잠시 겸직으로써 지냈으며 1505년 11월 6일 이후 정치 분야에 입접하지 않은 그는 1506년 1월 15일에서 1509년 7월 20일까지 노브고로트 정교회 주교 직책을 정식으로 지냈다.